# Kasteel Sint-Jansgeleen
Sint-Jansgeleen (vroeger Heer Jans Geleen) is de historische locatie van een deels verdwenen kasteel tussen Geleen en Spaubeek, aan de noordrand van de gemeente Beek in de Nederlandse provincie Limburg. Van het in de jaren 1930 deels gesloopte kasteel zijn slechts de bijgebouwen bewaard gebleven.

## Ligging

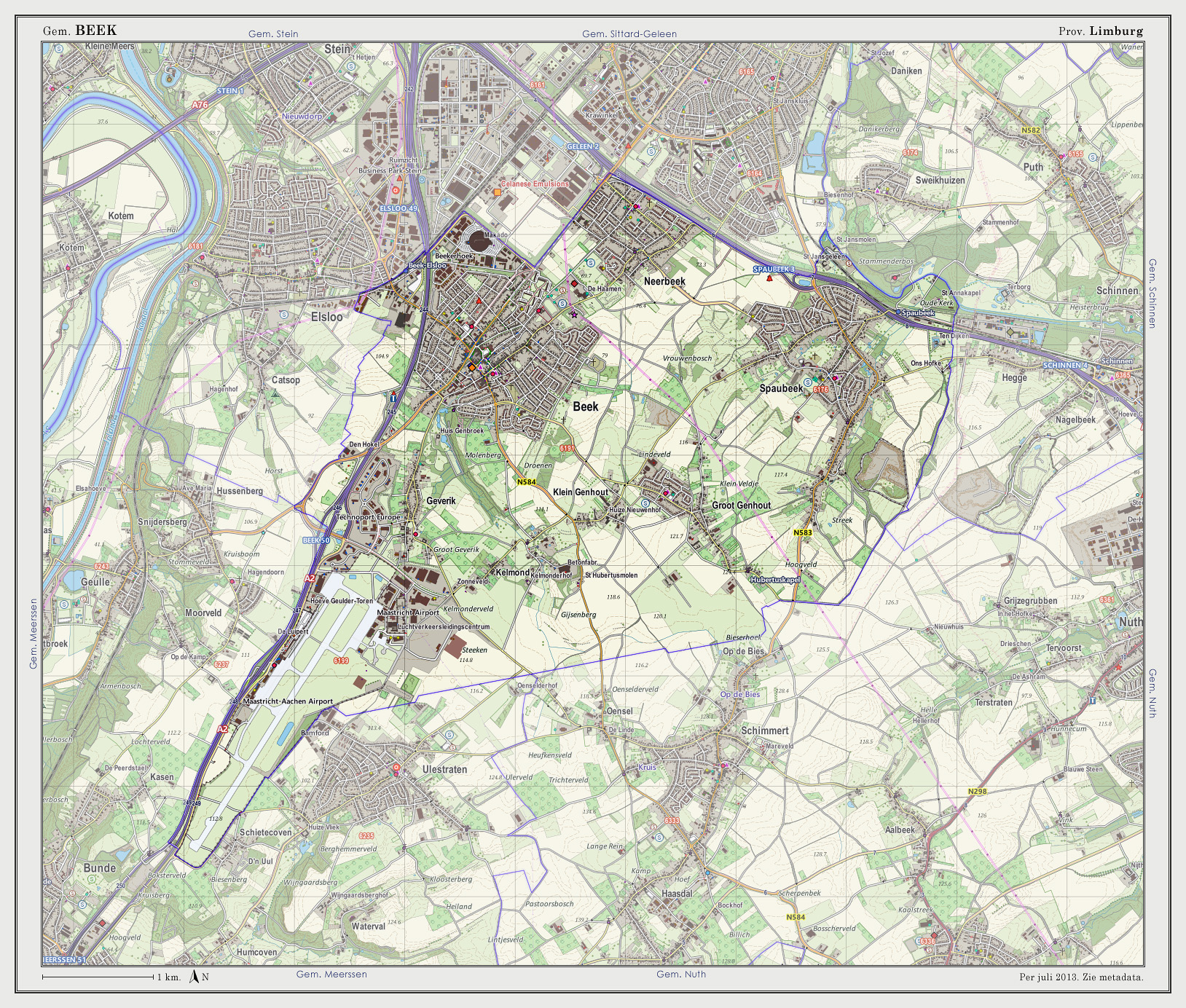
Locatie van Spaubeek en Sint-Jansgeleen op de topografische gemeentekaart van Beek

De overblijfselen van het vroegere Kasteel Sint-Jansgeleen bevinden zich iets ten noorden van Spaubeek. Het domein ligt buiten het dorp, maar wordt daarvan gescheiden door de A76. De resterende kasteelhoeve ligt met haar ingang aan de lokale weg naar Geleen, dicht bij de spoorlijn, die de haakse bocht in de Geleenbeek met een boog volgt, maar ter plekke het riviertje bijna raakt. Het domein vormt nu planologisch niet veel meer dan een overschotje, als een piekvormige noordelijke uitstulping van Spaubeek, behorend tot de gemeente Beek. Het is een lager gelegen, smal en driehoekig stuk niemandsland, dat aan de beek gelegen is en door haar wordt doorsneden, maar voor het bebouwd gedeelte in hoofdzaak ingeklemd tussen de autosnelweg en de spoorlijn. Wel heeft het gebied zijn landelijk karakter weten te behouden ondanks de verstedelijking van de naburige gemeenten Geleen en Beek.
Het leengoed omvatte meer dan 170 hectare grond en lag in een dal of vallei (een 'spalt' of 'spau') van de Geleenbeek, tussen Schimmert en Op-Geleen. Het lag aan de voet van de brede heuvel op de rechteroever, die via steile hellingen, bebost met dennen en eiken, verderop naar Sweikhuizen voert, om dan aan de noordzijde over te lopen in het bos van de Danikerberg, aan de oostkant van Geleen. Tussen dat heuvelplateau en het kasteel stroomde de visrijke Geleenbeek, voorzien van drie watermolens. In de directe omgeving liggen het Kasteel Terborgh en het Huis Ten Dijcken.

## Naamgeving
Het domein ontleent zijn naam aan het voormalige huis of kasteel van Spaubeek, dat in de oudste bronnen wordt aangeduid als "dat huys tot Spaubeeck". In de vijftiende eeuw kreeg het kasteel de naam "Heer Jans Geleen". Die benaming verwijst naar de drie heren met de voornaam Jan, die in die tijd het kasteel bezaten. Een van die heren was Jan II Rode van Opsinnich, die in 1476 heer van Spaubeek werd, en daarmee zijn vader (die ook Jan heette), opvolgde. Deze laatste was op zijn beurt de rechtsopvolger van zijn zwager, Jan van Werst. Aldus waren er vanaf het midden van de vijftiende eeuw achtereenvolgens drie heren met dezelfde voornaam Jan. De heerlijkheid stond vanaf de vijftiende eeuw bekend als huys ende hoef van Here Johans Geleen.
Toen de familie Huyn van Amstenrade het kasteel in bezit kreeg, liet zij de naam veranderen in "Sint-Jansgeleen". Zo liet Arnold Huyn van Amstenrade in 1601 bij het opmaken van zijn nieuwe leenregistratie reeds vastleggen, dat hij heer was van "den Huijse van Sint Jans Geleijn". Mogelijk wilde de familie Huyn de herinnering aan de vorige eigenaars uitwissen. De naam Heer Jansgeleen bleef echter tijdens het hele ancien régime in gebruik. In een akte uit 1775 vinden we: "Het Casteel van Heer Jans Geleen met den voorhoff, waeraen sijn gehoorende ontrent vijff en vijfftig Bunders ackerland en ontrent drij en twintigh Bunders soo weijden als beemden neffens eenen Bosch ‘Den Vrouwen bosch’ genaemt alles in een stuck gelegen."
Een alternatieve verklaring van deze naamsverandering is gebaseerd op het vermoeden dat er sprake is geweest van een fout in de voorloper van de Atlas van Blaeu (1645), waar de locatie vermeld wordt als S.Jans Gelen. Het slot heette echter al generatieslang Heer Jansgeleen, genoemd naar Jan II Rode van Opsinnich.
Ook in de 19e eeuw was de officiële aanduiding nog Huis Jansgeleen (Kuyper 1867). In onze tijd staan dus zowel het goed als de buurtschap, de Sint-Jansmolen en zelfs de tamelijk nabijgelegen voormalige Sint-Janskluis in Oud-Geleen (uit 1699, thans een kapel), uiteindelijk te boek met een verkeerde, a-historische naam.
Architect Jan Stuyt (1868-1934) maakte aan het begin van de 20e eeuw een ontwerp voor een tuinstad op een terrein nabij St-Jansgeleen. De wijk, die ook de naam Sint-Jansgeleen zou krijgen, werd nooit gebouwd. De naam St.-Jansgeleen is later in de 20e eeuw overgenomen door een Geleens zorgcentrum, dat tot voor kort een halve kilometer noordelijker lag, in de uiterste zuidoostpunt van Geleen aan de weg naar Spaubeek. Het zorgcentrum is sinds 2001 iets noordelijker gevestigd aan de Lienaertsstraat, op de plaats waar vroeger de Geleense vestiging lag van het Maasland- of St.-Barbaraziekenhuis.

## Bouwhistorie

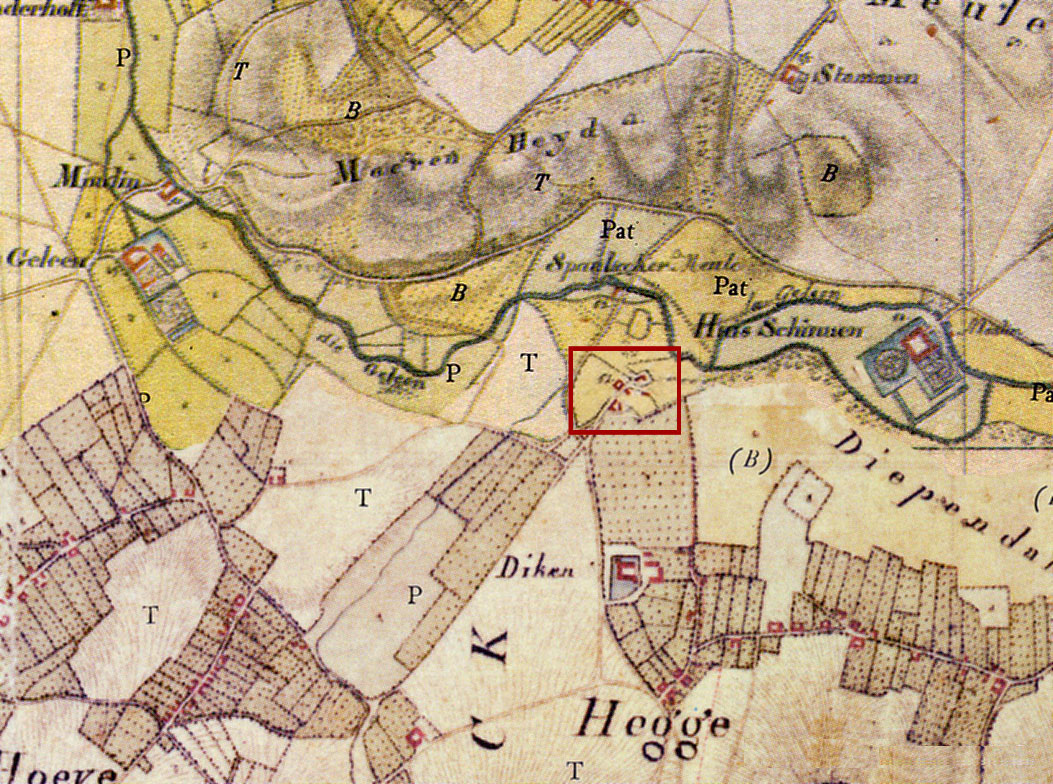
Fragment uit de kaart van Tranchot en Von Müffling uit 1803, met daarop een van de oude kernen van Spaubeek (in het rode kader) en linksboven het kasteel, hoeve en molen Sint-Jansgeleen

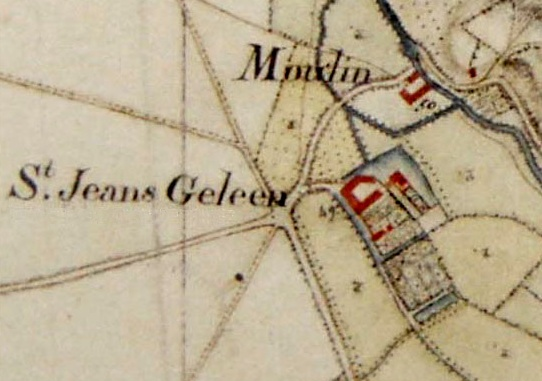
Fragment Tranchotkaart uit 1804/1805 met het kasteel, hoeve en molen Sint-Jansgeleen

Het kasteel Sint-Jansgeleen is ontstaan als “dat huys van Spaubeke”, waarvan de grondslagen vermoedelijk werden gelegd door Dirk II van Schinnen alias van Rode (Wijnandsrade) in het destijds meer omvattende gebied van Opgeleen (Geleen). Dirk II behoorde tot de familie Van Schinnen en was een nakomeling van de heren van Kasteel Terborgh. In het midden van de dertiende eeuw was deze familie van Schinnen gegoed in Schinnen, Spaubeek en Wijnandsrade, via welke laatste twee familietakken en hun opvolgers ook het na onenigheid verdeelde patronaatsrecht van de Sint-Dionysiuskerk overerfde. Aan “dat huys van Spaubeke” was een leenhof verbonden, dat misschien via de oude band tussen Schinnen en Sint-Jansgeleen als erfenis van de oude Heren van Schinnen afgesplitst is. Vonk (2009) geeft aan, dat het wellicht evengoed als zelfstandige instelling ontstaan kan zijn. Het leenhof van Spaubeek had veel goederen in Schinnen, waaronder goederen als Strijthagen (te Hegge), Stammen en Te Broeck (te Nagelbeek). Feit is dat het huis van Spaubeek in een latere periode op zichzelf leenroerig blijkt te zijn aan het landsheerlijk leenhof van Valkenburg.
Spaubeek maakte oorspronkelijk deel uit van de Valkenburgse hoofdbank Beek. Sinds 1557 behoort het tot de schepenbank van Geleen en wordt deel van de heerlijkheid Geleen en Spaubeek. Van toen af had het zelf lage en middelbare rechtspraak.
Het huidige kasteel Sint-Jansgeleen dateert uit omstreeks 1567, blijkens ook het later herplaatste alliantiewapen (1571) boven de ingang van de voorhof. Het was een rechthoekig, twee verdiepingen hoog huis van mergel, met een noordelijke en een oostelijke vleugel die haaks op elkaar stonden, en was omgeven door diepe grachten en brede vijvers. Schrijnemakers (1985) geeft een nauwgezette omschrijving van het kasteelgebouw en zijn verval.

## Bewoningsgeschiedenis

### VanHoennaarRode van Opsinnich
De familie Rode van Opsinnich was geparenteerd aan de familie Hoen van den Broeck, later Van Hoensbroeck geheten. Zoals kasteel Hoensbroek oorspronkelijk genoemd was naar ('Heer Hoens Broek'; 'broek' = moeras), zo kwam ook het Huis Spaubeek in 1388 in het bezit van de familie Hoen. Ridder Daniël, een zoon van ridder Herman Hoen, gehuwd met Johanna van Merwede, vrouwe van Gerdingen, ontving via zijn vader het kasteel en de landerijen te Spaubeek. Het echtpaar kreeg alleen dochters (maar Daniël had ook nog twee onwettige kinderen, zie Daniëlsweert). Daniël Hoen liet Spaubeek na aan hun oudste dochter Margaretha, die in 1444 met ridder Jan van Werst trouwde, wiens familie afkomstig was uit Weerst in het graafschap Dalhem (nu in de provincie Luik gelegen). Dochter Catharina Hoen van Spaubeek trouwde in 1448 met Jan Rode van Opsinnich, wiens familie uit de Voerstreek stamde. In beide gevallen ging het om edelen uit de regio, uit bezittingen die net als Spaubeek (via Valkenburg) tot de gebieden van de Landen van Overmaas behoorden. Zij haalden hun echtelieden dus niet van heel ver, maar trouwden min of meer in eigen kring op regionaal niveau. Dat gold ook voor de derde dochter, Cecilia, die huwde met Joris van Retersbeek (bij Klimmen). Het waren Catharina en Jan I Rode die nieuwe bewoners van Spaubeek werden, na ruil met Magaretha en Jan van Werst van het moederlijk erfdeel Gerdingen.
Na de dood van haar echtgenoot (in 1472) kwam het leengoed vervolgens aan Catharina en hun kinderen, waarmee voor de familie Rode van Opsinnich haar Spaubeekse periode aanving. Na de dood van zijn moeder in 1476 werd de oudste zoon, Jan II, met Spaubeek beleend. Toen pas kreeg het leengoed zijn eigenaardige naam. Naar analogie van (Heer) Hoens-broek gingen het huis en goed toen Heer Jans-Geleen heten. Jan II genoot kennelijk aanzien, maar zijn zoons, van wie Jan III Rode van Opsinnich in 1537 heer van Spaubeek werd, wisten het huis niet voor de familie te behouden. Zij vestigden zich wat noordelijker in het Maasland, met name in Elen (onder Maaseik), waar de takken Rode van Opsinnich van het kasteel Sipernau en Rhoe/Roye van Opsinnich van de hof aen die Capelle ontstaan.

### VanRode van OpsinnichnaarHuyn
In 1557 ging het goed over op de familie Huyn, die ook al de molen van Heer Jansgeleen had gepacht. Het geslacht Huyn van Amstenrade en Geleen was expansief in de hele zestiende en in de eerste helft van de zeventiende eeuw en zou uiteindelijk (in 1654) de grafelijke status bereiken.
Arnold I Huyn van Amstenrade, overleden omstreeks 1553, zoon van Gerard en Agnes van Printhagen, erfde
bij de dood van zijn vader, omstreeks 1510, de molen bij Heer Jansgeleen en vermoedelijk de twee hoeven van Printhagen.
In 1514 werd hij beleend met de Hoef toe Geleen. Dit is de hoeve Genhoof in de Spaubeekse wijk Hoeve.
Tussen 1519 en 1533 leende Arnold de familie Lieck (Leeck) in totaal 1.220 Overlandsche Rijnsche goudgulden met als onderpand hun erfgoed te Musschenbroek onder Heerlen. Arnold werd nooit eigenaar van dit landgoed, maar was seigneur gagiste (pandheer) hiervan. Hij verpandde in 1519 zijn landgoed Musschenbroeck onder Heerlen. In 1538 belastte hij zijn aandeel in dit huis met een kapitaal van 160 goudgulden. Omdat de betaling van de renten van de lening aan de familie Lieck (Leeck) op Heer Jansgeleen plaats moest vinden, kan hieruit worden opgemaakt dat Arnold hier woonde. Het kasteel met de hoeve van Jansgeleen werd echter van voor 1460 tot na 1538 in leen van Valkenburg gehouden door het riddergeslacht Rode van Opsinnich. Alleen de molen was eigendom van Arnold. Het is niet aannemelijk dat hij op deze molen woonde. Het is eerder aan te nemen dat hij reeds huurder was van bepaalde delen van het kasteel en de hoeve.
Vanaf 1514 was Arnold bezig om zijn bezittingen in Gelene (Geleen) verder uit te breiden. Op 14 juni 1531 ruilde Arnold vier bunder akkerland met de ridders van de Duitse Orde. De orde bezat de 500 meter noordelijker, stroomafwaarts aan de Geleenbeek gelegen Biesenhof en de 800 meter verderop liggende hoeve Ten Eijsden. Arnold kreeg hiervoor vier bunder in één stuk, dichter bij huys ende hoef van Here Johans Geleen gelegen. In 1534 kocht Arnold I Huyn het leenhof van de familie Rode van Opsinnich. Toevalligerwijs bleef dit leenhof verbonden aan het gelijknamige kasteel Heer Jansgeleen, omdat de familie Huyn waarschijnlijk in 1544 het volle eigendom op Heer-Jansgeleen en onderhorige rechten verwierf. Het ontstaan van dit leenhof is interessant, want het was vanouds verbonden aan de heerlijkheid Schinnen. In 1534 en 1535 velde Arnold als drossaard van het Land van Valkenburg vonnis tegen enige wederdopers in dit gewest. Ook in 1535 ondertekende hij het huwelijksverdrag tussen Johan van Strijthagen, stadhouder en voogd van het land van Valkenburg en Maria van Ghoor, dochter van Johan erfvoogd en heer van Eys. In 1537 verhief hij de hoeve, toebehorend aan het huis van Geleen, en de twee hoeven van Printhagen en ook werd hij, na de dood van Dirk Rhoe van Obsinnich, beleend met het huis te Spaubeek, het slot Jansgeleen. In 1541 bevestigde de bisschop van Luik dat het patronaatsrecht van Spaubeek en Schinnen door Jan Rode van Opsinnich aan Arnold Huyn was overgedragen. In hetzelfde jaar verwierf Arnold de Bergerhof van Floris I van Palant. (Deze hof lag tussen Driessche en Grijzegrubben en is voor 1880 afgebroken. Alleen de Bergerwerg bij hof Driessche herinnert nog aan het bestaan van de Bergerhof.)
Op 14 oktober 1544, na het overlijden van Dirk Rode van Opsinnich, de laatste van zijn geslacht die nog heer was van Jansgeleen, verwierf Arnold het volledige bezit van Heer Jansgeleen. Arnold was toen ongeveer 75 jaar oud.

### Het begin van een nieuwe dynastie
Arnold was tweemaal gehuwd: rond 1519 met Catharina van den Bongard, daarna rond 1528 met Barbara (ook Henrica genoemd), dochter van Hendrik van Maschereil, heer van Belligoy of Balgoy en van Yolanda van Oy. Uit het tweede huwelijk kwamen de volgende kinderen voort: Arnold II; Agnes, gehuwd met Jan (of Gerard) van Imstenraad, heer van Mheer (overleden 1 Maart 1572, begraven in de kerk aldaar); Maria, volgens contract d.d. 23 Jan. 1556 gehuwd met Arnold Schenck van Nydeggen, heer van Hillenraad.

Kort voor of in 1549 is Arnold overleden. Zijn weduwe, Barbara van Maschereil, stond in 1549 alle goederen die van Jansgeleen afhankelijk waren af aan haar zoon Arnold II Huyn van Amstenrade.

### Van heerlijkheid tot graafschap
Toen Filips II, koning van Spanje en heer der Nederlanden, in financiële nood zat ging hij over tot het verpanden van delen van zijn landen. In 1558 verleende hij een gebied bestaande uit Geleen, Spaubeek en het kasteel Jansgeleen de status van heerlijkheid en verpandde het tegen 3050 Vlaamse ponden aan Arnold II Huyn. Geleen kreeg zo zijn eigen lokale heer met het recht van lage en hoge rechtspraak in de nieuwe heerlijkheid. De eerste heren oefenden nog persoonlijk het dagelijks bestuur uit, maar hun opvolgers lieten dit over aan de door hen aangestelde schout, schepenen en secretaris.
In de Tachtigjarige Oorlog (1568-1648) kozen de Huyns de kant van de katholieke koning van Spanje. Arnold II Huyn, heer van Geleen, was onder koning Philips II gouverneur en kapitein-generaal van de Landen van Overmaas. Zijn zoon Arnold III Huyn van Geleen, evenals zijn vader heer van Geleen, trad ook in dienst van de Spaanse koning.
Geleen was aanvankelijk alleen een kerkdorp. Zijn geschiedenis raakte onder de Huyns verbonden met het kasteel Jansgeleen, dat ook de zetel was van de heerlijkheid Geleen en Spaubeek (vanaf 1557), die later verheven werd tot graafschap (1654). Dit kleine graafschap behoorde tijdens de tachtigjarige oorlog tot de Spaanse Landen van Overmaas. Van 1713 tot 1794 viel Geleen bestuurlijk onder Oostenrijk, dat de Zuidelijke Nederlanden beheerste, en vervolgens tot 1815 onder Frankrijk. Na het ancien régime en de Franse tijd bleef Geleen meer dan een eeuw lang een onbetekenend dorpje, totdat in de vroege 20ste eeuw de mijnbouw daar verandering in bracht.

## Recente geschiedenis
Het oude kasteel verkeerde al in slechte toestand sedert 1860 en is definitief tot een ruïne vervallen door de aanleg van de spoorlijn Heerlen-Sittard, die het voormalige leengoed radicaal doormidden snijdt, terwijl mijngangen voor de voormalige staatsmijn Maurits het gebouw verder hebben ondermijnd. Het is in de jaren dertig van de twintigste eeuw gesloopt. Meer dan de funderingen en een luttel restant muur is er thans niet meer van te vinden.

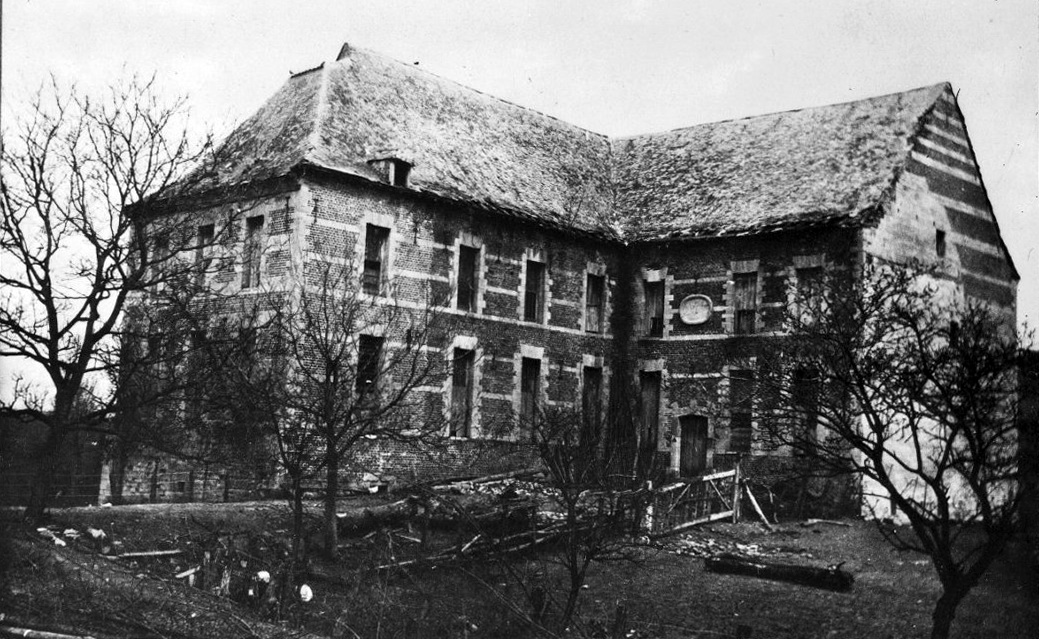
Kasteel voor de sloop
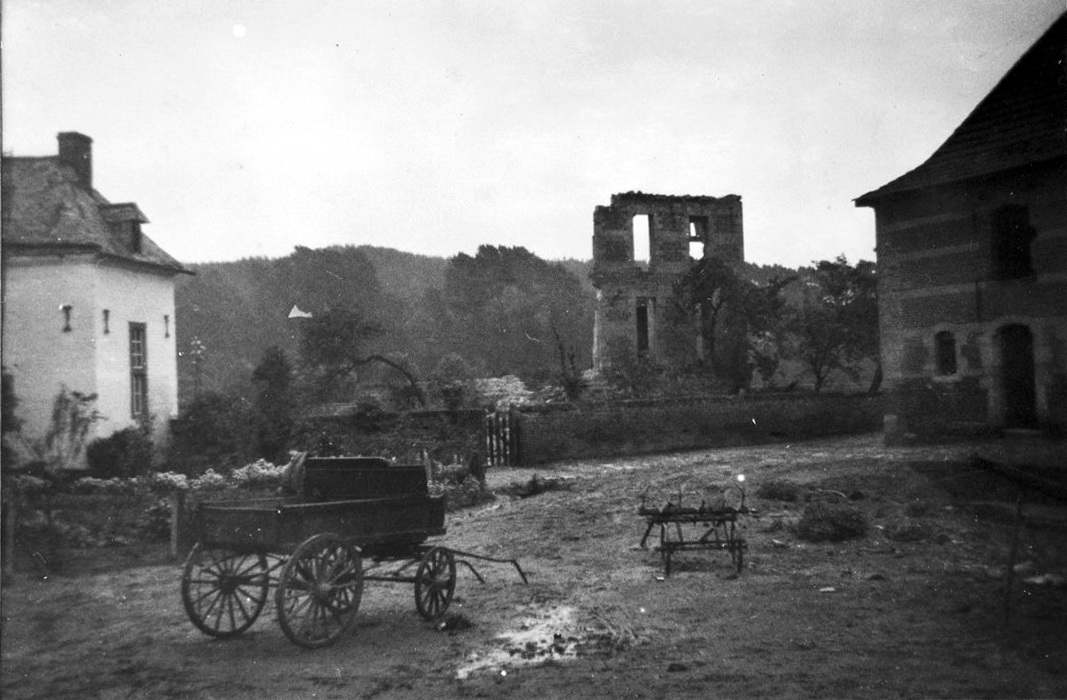
Kasteelruïne, 1935
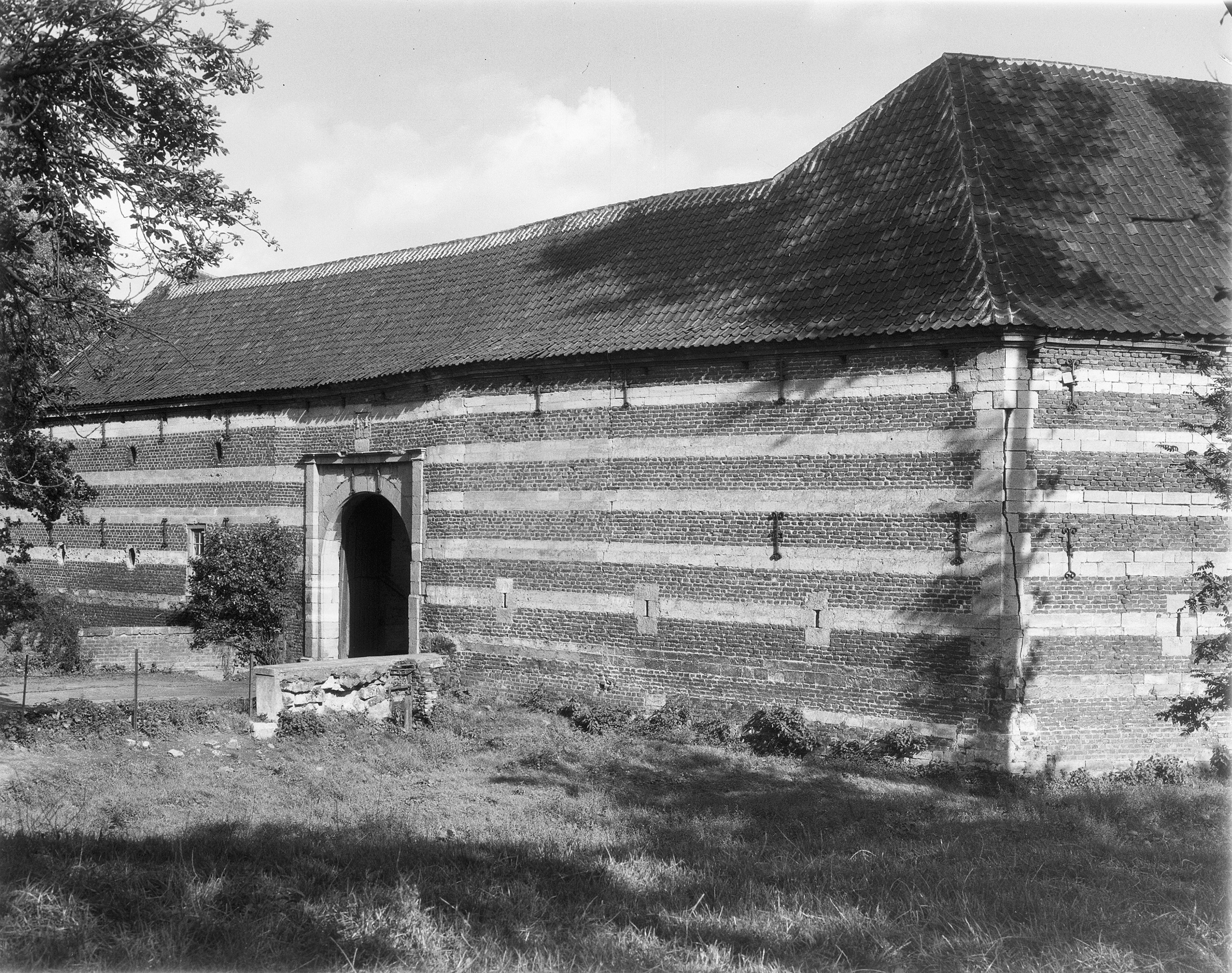
Poort kasteelboerderij, 1954
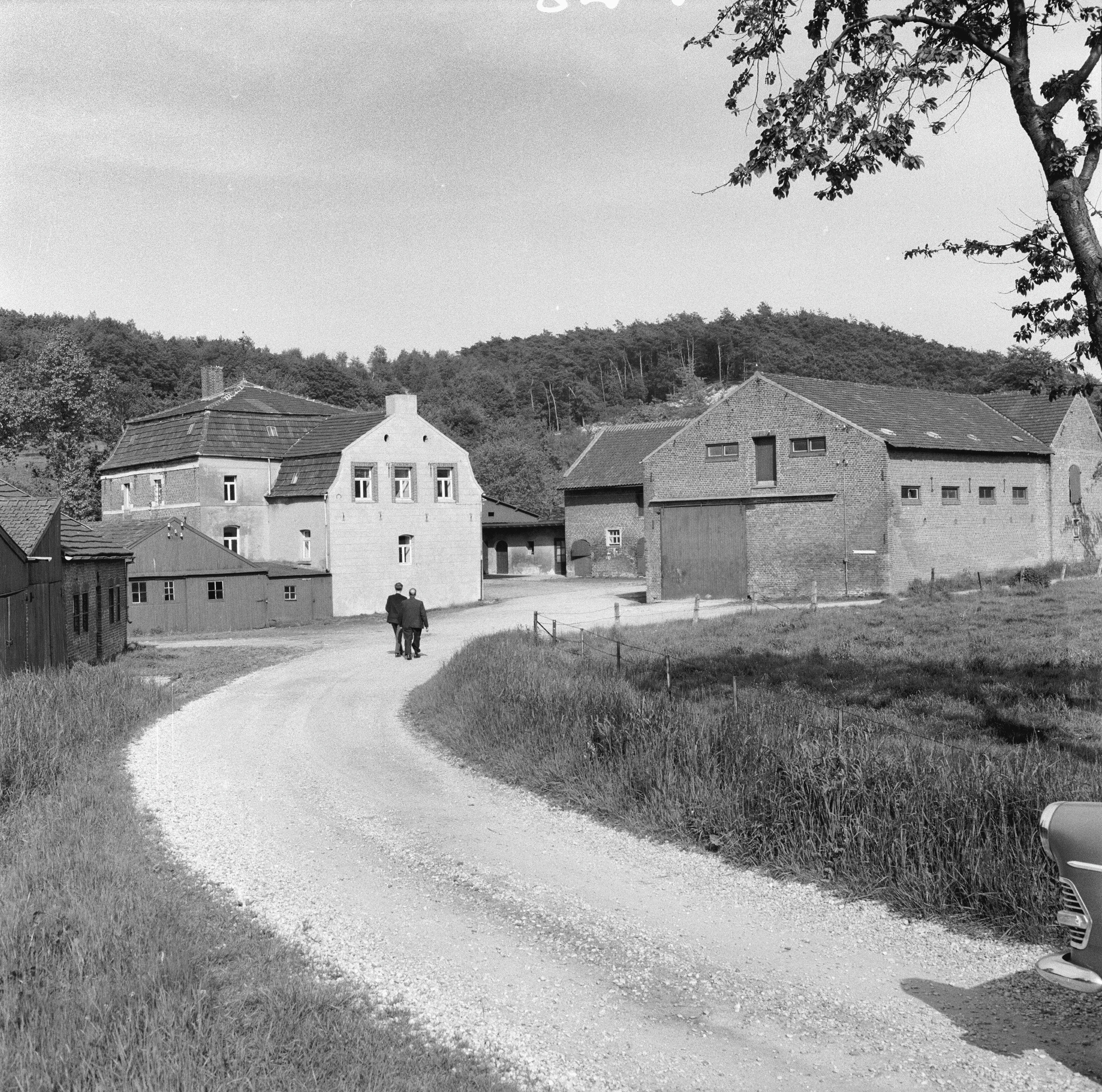
Sint-Jansmolen, 1963

## Huidige toestand
De resterende bijgebouwen vormen thans een door de RCE beschermd rijksmonument. De belangrijkste bijgebouwen zijn gerestaureerd. Het oudste deel is de voormalige brouwerij, een tweelaags mergelstenen gebouw uit 1567. De voorhof of pachthoeve (neerhof) met voormalige pachterswoning (haakvormig, twee verdiepingen hoog, van baksteen; een vleugel is later verlengd) dateert van 1730. Zij verkeren in goede staat en worden bewoond. De grote schuur is uit 1720 en de haaks daarop staande stal waarschijnlijk van rond 1775. Aan de overkant van de Geleenbeek bevindt zich de Sint Jansmolen, die al in de 14e eeuw bij het kasteel hoorde. Na een brand in 1980 is deze banmolen in 1982 geheel gerenoveerd. Het huidige molenhuis is in 1775 gebouwd door prins Charles de Ligne.

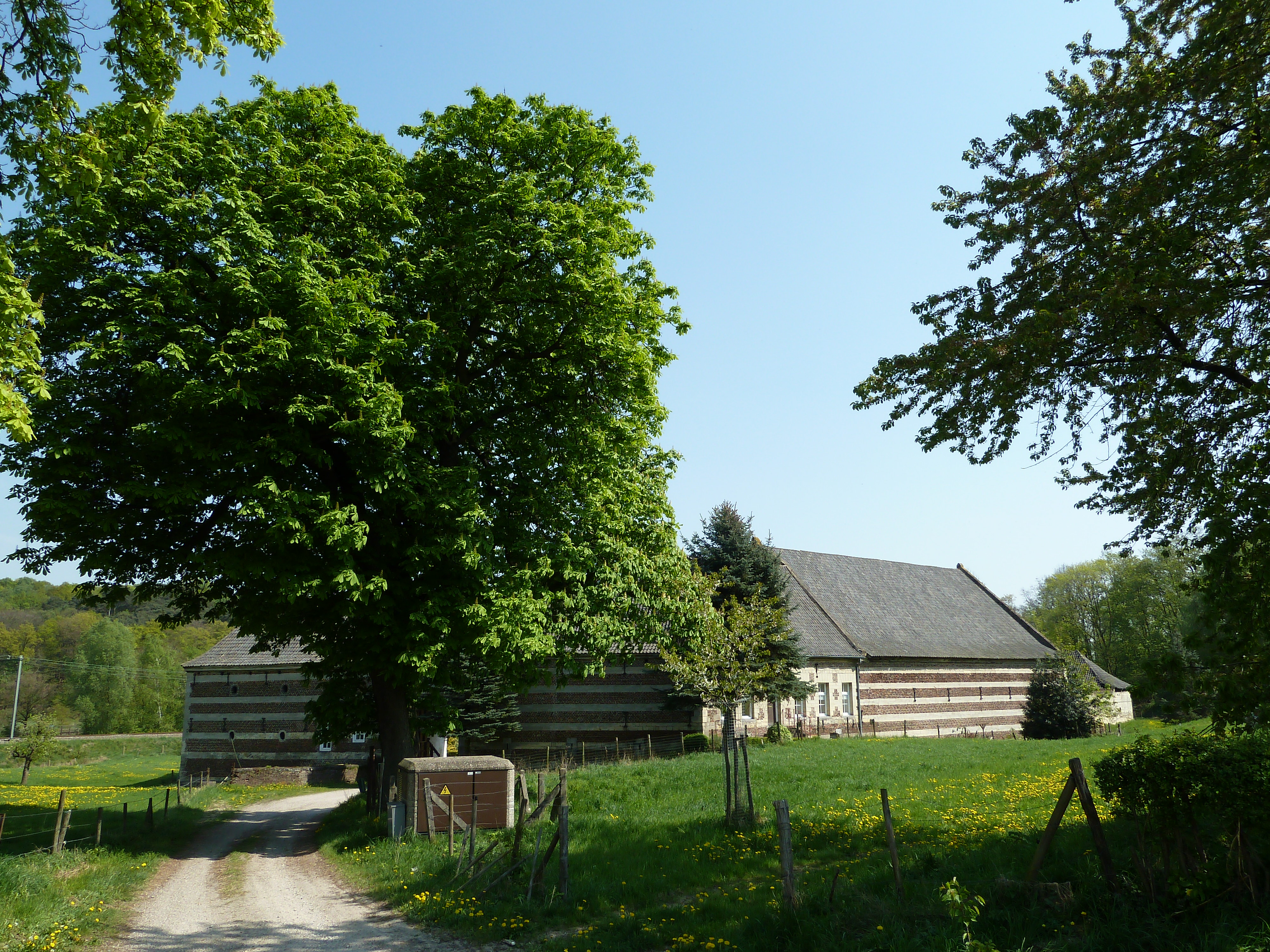
Oprit
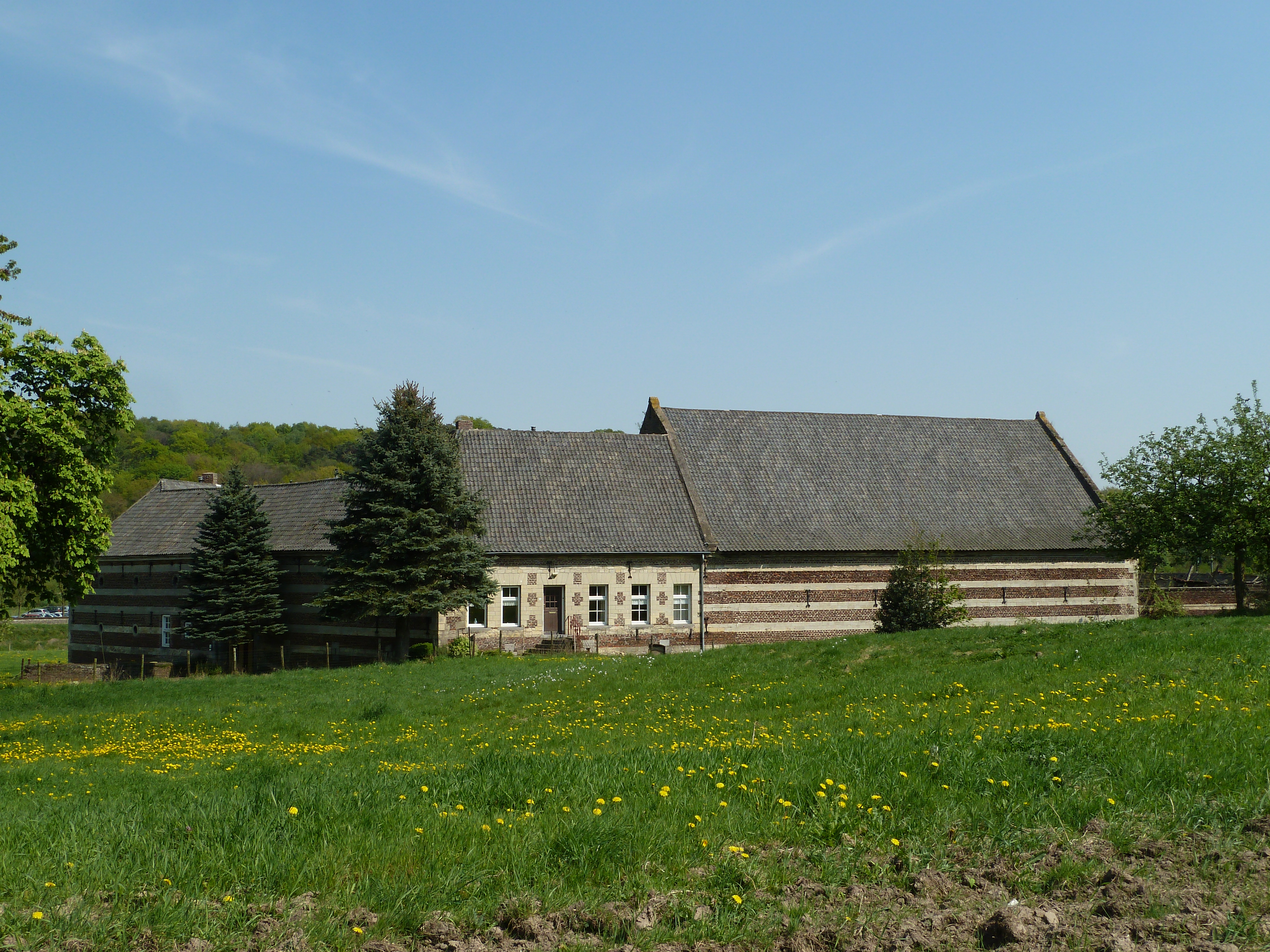
Westkant van de kasteelhoeve
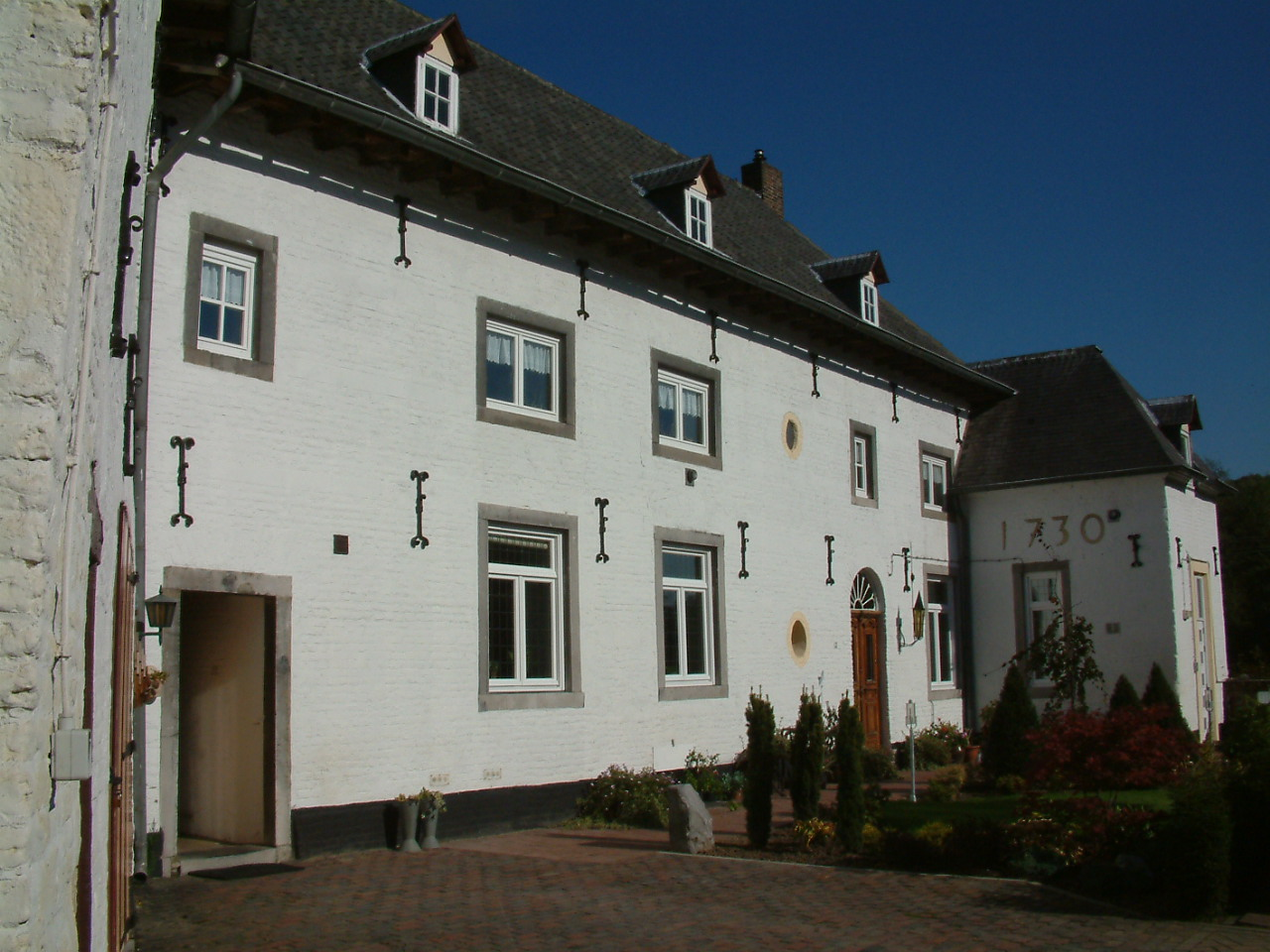
Hofzijde kasteelhoeve noordvleugel
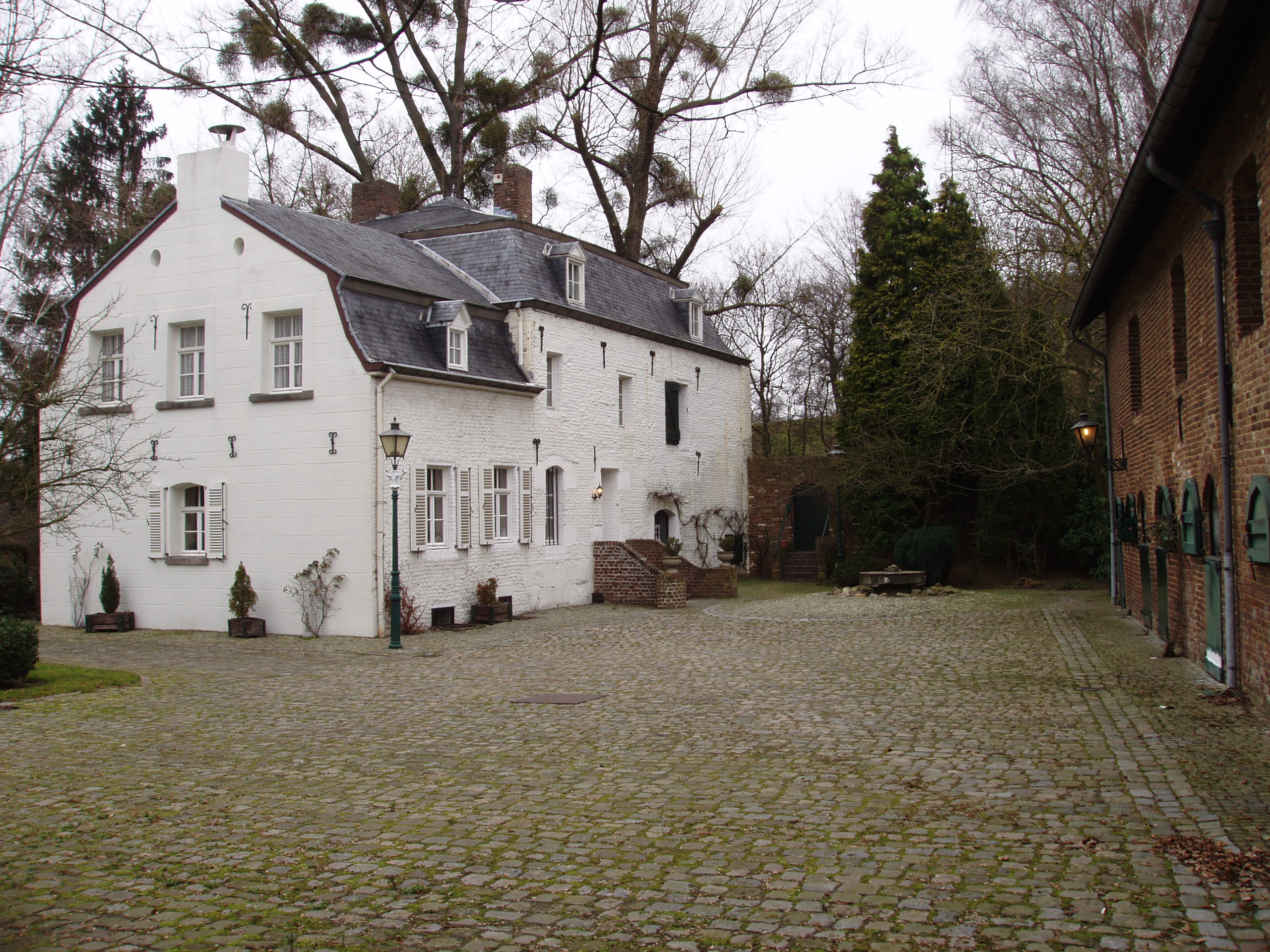
Sint-Jansmolen